# Naturschutzgebiet Hallebachtal

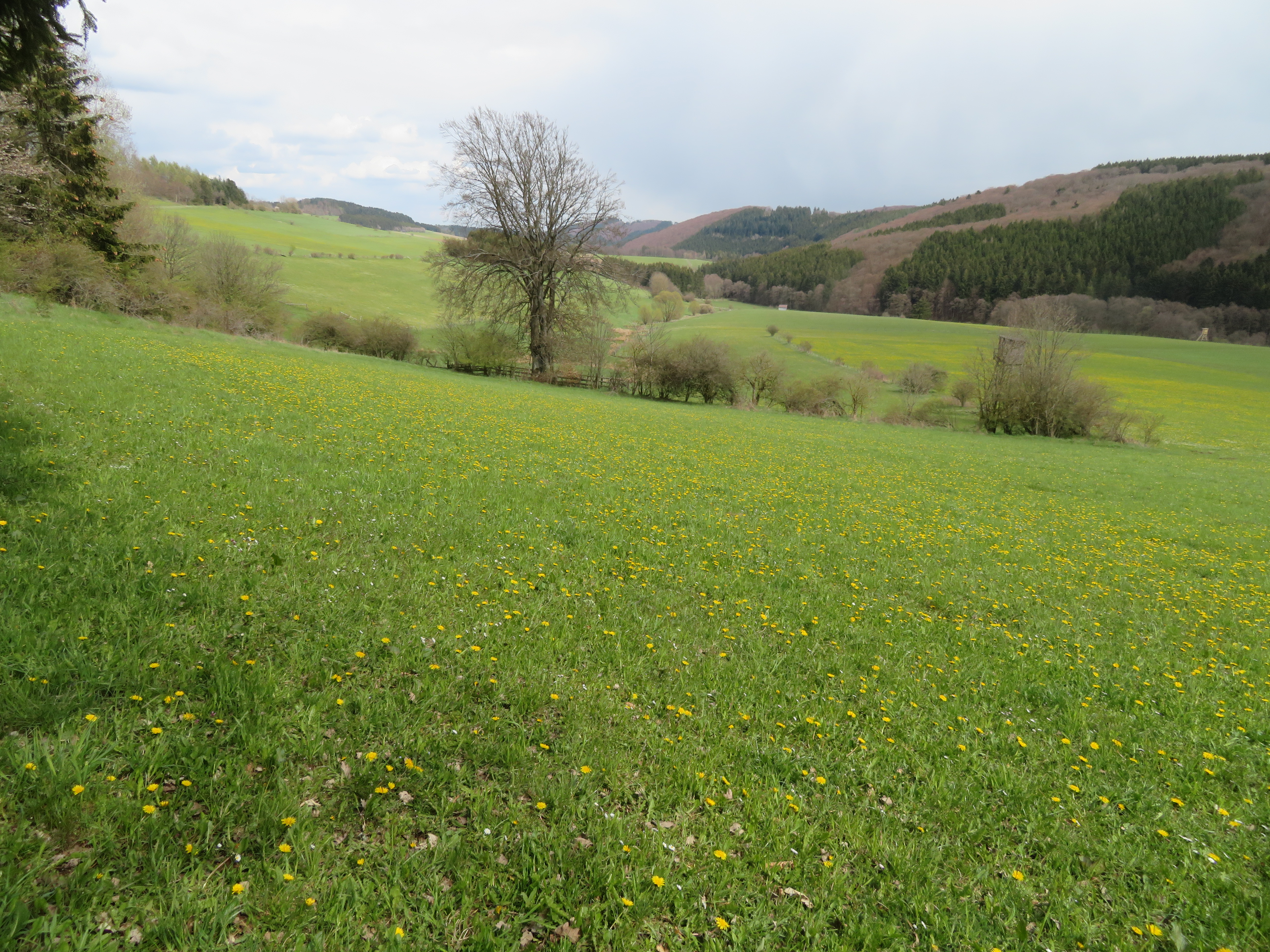
NSG Hallebachtal

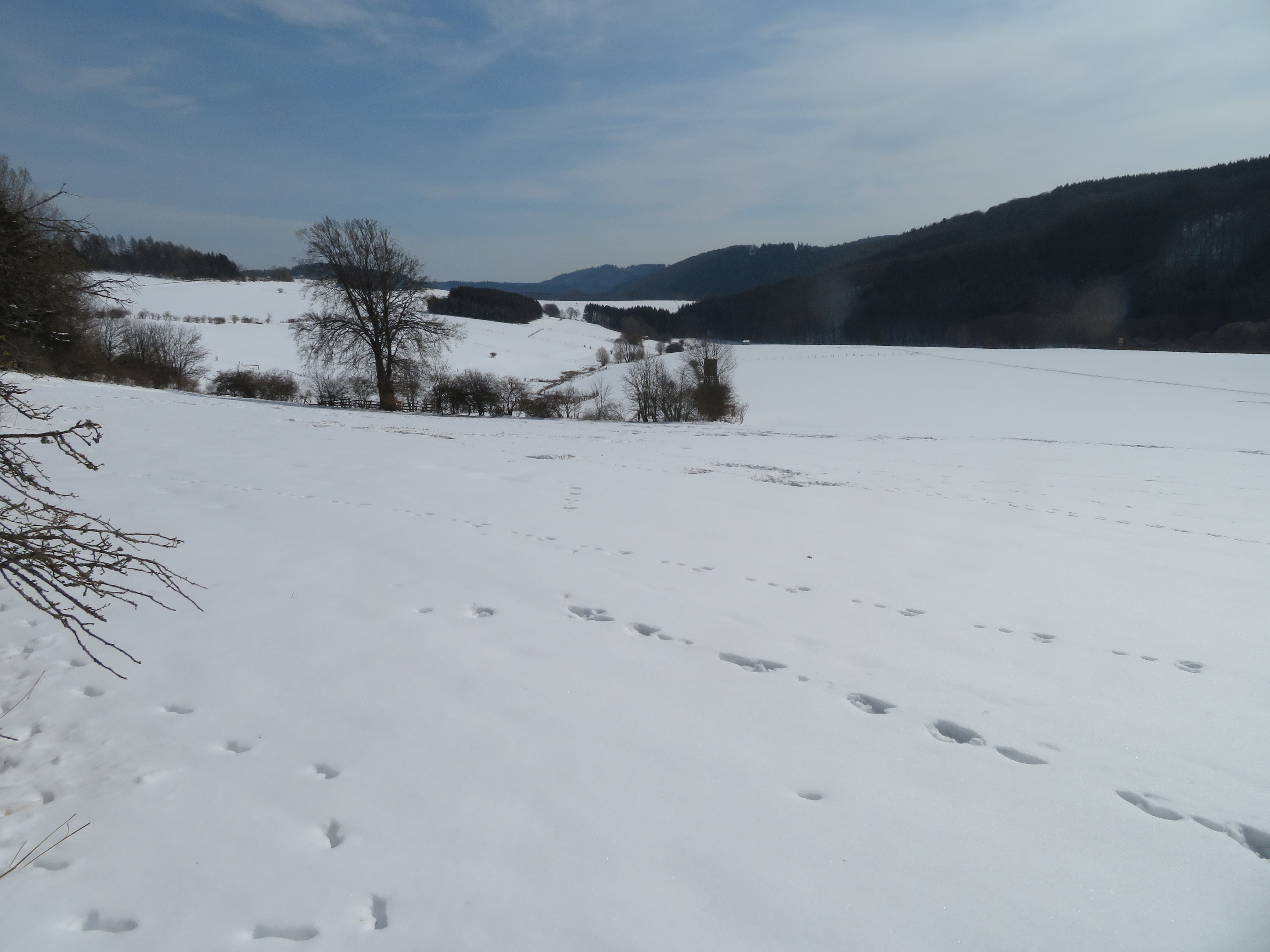
NSG Hallebachtal im Winter

Das Naturschutzgebiet Hallebachtal mit einer Größe von 86,7 ha liegt westlich von Oberschledorn im Stadtgebiet von Medebach. Es wurde 2003 mit dem Landschaftsplan Medebach durch den Hochsauerlandkreis als Naturschutzgebiet (NSG) ausgewiesen. Das NSG ist ebenfalls Teil des Europäischen Vogelschutzgebietes Medebacher Bucht (DE-4717-401). Das NSG grenzt im Norden überwiegend an das Landschaftsschutzgebiet Medebacher Norden: Düdinghauser Hochmulde, Talräume und Hangflächen und im Süden an das Landschaftsschutzgebiet Medebach an. Im Osten grenzt das NSG direkt an das Dorf Oberschledorn an. Im Westen grenzt direkt das Naturschutzgebiet Waldreservat Glindfeld (Medebach) an.

## Gebietsbeschreibung
Im NSG befinden sich um das Hallebachtal mit seinem Grünland. Im Tal gibt es Nass- und Feuchtgrünland, ferner einige Brachflächen. An den Talhängen befinden sich Magerweiden. Im Tal gibt es keine Straßen und Gebäude. 

## Pflanzen- und Tierarten im NSG
Im NSG kommen gefährdete Pflanzenarten vor. Das Landesamt für Natur, Umwelt und Verbraucherschutz Nordrhein-Westfalen dokumentierte im Schutzgebiet Pflanzenarten wie Acker-Hornkraut, Acker-Minze, Acker-Stiefmütterchen, Acker-Witwenblume, Arnika, Bachbunge, Berg-Platterbse, Besenheide, Bittersüßer Nachtschatten, Blauer Eisenhut, Blutwurz, Borstgras, Breit-Wegerich, Brennender Hahnenfuß, Breitblättrige Platterbse, Breitblättriger Rohrkolben, Breitblättriger Thymian, Busch-Windröschen, Dornige Hauhechel, Dreizahn, Echter Wurmfarn, Echtes Johanniskraut, Echtes Labkraut, Echtes Mädesüß, Echtes Springkraut, Eichenfarn, Frauenfarn, Fuchssches Greiskraut, Färber-Ginster, Gänseblümchen, Gamander-Ehrenpreis, Geflecktes Johanniskraut, Gegenblättriges Milzkraut, Gelbes Sonnenröschen, Gewöhnliche Goldnessel, Gewöhnliche Pestwurz, Gewöhnlicher Blutweiderich, Gewöhnlicher Dornfarn, Gewöhnlicher Gilbweiderich, Gewöhnliches Ferkelkraut, Gewöhnliches Habichtskraut, Gras-Sternmiere, Großer Wiesenknopf, Großes Hexenkraut, Hain-Sternmiere, Harzer Labkraut, Heide-Labkraut, Heide-Nelke, Heidelbeere, Hunds-Veilchen, Jakobs-Greiskraut, Kleine Bibernelle, Kleine Braunelle, Kleiner Baldrian, Kleiner Wiesenknopf, Kleines Habichtskraut, Kletten-Labkraut, Knolliger Hahnenfuß, Kohldistel, Krauser Ampfer, Kriechender Günsel, Kriechender Hahnenfuß, Kuckucks-Lichtnelke, Magerwiesen-Margerite, Mittleres Hexenkraut, Moor-Labkraut, Moschus-Malve, Nacktstängeliger Bauernsenf, Pfennigkraut, Quell-Sternmiere, Rapunzel-Glockenblume, Rote Lichtnelke, Rundblättrige Glockenblume, Salbei-Gamander, Scharfer Hahnenfuß, Schwarze Königskerze, Schwarze Teufelskralle, Schlangen-Knöterich, Sibirischer Blaustern, Spitzlappiger Frauenmantel, Spitzwegerich, Sumpf-Dotterblume, Sumpf-Helmkraut, Sumpf-Labkraut, Sumpf-Schachtelhalm, Sumpf-Storchschnabel, Sumpf-Veilchen, Sumpf-Vergissmeinnicht, Teich-Schachtelhalm, Vogel-Wicke, Wald-Ehrenpreis, Wald-Engelwurz, Wald-Ziest, Wechselblättriges Milzkraut, Weißes Labkraut, Wiesen-Bocksbart, Wiesen-Bärenklau, Wiesen-Flockenblume, Wiesen-Kerbel, Wiesen-Kümmel, Wiesen-Platterbse, Wiesen-Schaumkraut und Zaun-Wicke.
Das Landesamt dokumentierte den Neuntöter als Brutvogel.

## Schutzzweck
Das NSG soll das Grünlandtal mit seinem Arteninventar schützen. Wie bei allen Naturschutzgebieten in Deutschland wurde in der Schutzausweisung darauf hingewiesen, dass das Gebiet „wegen der Seltenheit, besonderen Eigenart und Schönheit des Gebietes“ zum Naturschutzgebiet erklärt wurde.